# Dillwynia pungens
Dillwynia pungens är en ärtväxtart som först beskrevs av Robert Sweet, och fick sitt nu gällande namn av Conrad Loddiges. Dillwynia pungens ingår i släktet Dillwynia och familjen ärtväxter. IUCN kategoriserar arten globalt som nära hotad. Inga underarter finns listade i Catalogue of Life.